# SR Nr. 250 bis 259
Die Fahrzeuge mit den Nummern 250 bis 259 der Sudan Railways (SR) waren Gelenklokomotiven der Bauart Garratt. Es waren die ersten Lokomotiven mit der Achsfolge (2'C2')(2'C2'), auch „Double Hudson“ oder „Double Baltic“ genannt, und eine von weltweit nur zwei Baureihen mit dieser Achsanordnung.
Die zehn Lokomotiven wurden 1936 und 1937 von Beyer-Peacock geliefert, als erste und einzige Garratt-Reihe der Sudan Railways. Die für eine Garratt relativ große Zahl der Laufachsen wurde benötigt, um auf schwachen Gleisen einen großen Wasservorrat mitführen zu können. Das Einsatzgebiet waren die Strecken zwischen Port Sudan nach Atbara sowie von Atbara nach Wad Madani.
Eine Verstärkung des Oberbaus, die den Einsatz steifrahmiger Dampflokomotiven erlaubte, sowie der Einsatz von Diesellokomotiven machte die Garratts schon kurz nach dem Zweiten Weltkrieg überflüssig. Nach nur 12 Jahren Dienstzeit wurden 1949 alle zehn Lokomotiven an die Rhodesian Railways (RR) verkauft, wo sie als Klasse 17 mit den Nummern 271 bis 280 eingeordnet wurden. Dort ergänzten sie die Lokomotiven der Klasse 15/15A, die die gleiche Achsfolge und den gleichen Treibraddurchmesser aufwiesen, jedoch schwerer und zugkräftiger waren.
Nach 15 Jahren Einsatz in Rhodesien wurden die zehn Lokomotiven 1964 an die CFM in Mosambik weiterverkauft, wo sie die Nummern 921 bis 930 erhielten. Sie waren auf der Beira-Bahn, die von der Hafenstadt Beira nach Simbabwe führt, noch bis in die 1980er Jahre im Einsatz.
Das weitere Schicksal der Lokomotiven im vom Bürgerkrieg geplagten Mosambik ist unklar. In Aufstellungen erhaltener Garratt-Lokomotiven ist jedoch keine mehr enthalten, so dass man davon ausgehen muss, dass sie inzwischen verschrottet sind.